# Хърм
Хърм (на английски: Herm) е малък остров от Нормандските острови, част от Гърнси и съответно е митническа територия на Европейския съюз. Главна забележителност на острова са снежнобелите пясъци по крайбрежието. Забранени са автомобилите и велосипедите, могат да се използват само четириколки и малки трактори.

## История
Неолитни пещери са открити на острова, а първото открито селище датира от VI век. Херм е открит за първи път в периода на мезолитната ера, когато ловци са били в търсене на храна. В епохата на неолита и бронза пристигат заселници. Останките от камерни гробници са открити на острова и може да се видят днес. След тригодишен проект на Университета в Дърам, подкрепен от специалисти от Университета в Кеймбридж, Университета в Оксфорд и музея на Гърнси, те заяват, че „плътността на гробниците предполага, че северният край на Херм може да е бил място, обособено за погребална дейност“. През 1949 г. Гърнси закупува Херм от Великобритания заради „непокътнатата островна идилия, която може да се ползва и от местните жители, и от туристите“. Един от най-влиятелните наематели на острова е майор Питър Ууд, който се грижи за острова от 1949 до 1980 г. заедно със съпругата си. Дъщерята на майор Ууд Пени – Ууд Хейуърт и съпругът ѝ Адриан ги наследяват. Майор Ууд умира през 1998 г.

## География
Херм е най-малкият от Нормандските острови с постоянно население и свободен достъп. Автомобили и велосипеди обаче не са позволени на острова. Въпреки че местните жители могат да използват ATV и мини-трактори.

## Галерия
- Знаме
- Герб
- Мегалити на Хърм

## Население
Това е най-малкият остров с постоянно население измежду по-големите от Нормандските острови – има площ от 2 квадратни километра. Населението на острова е само около 60 души към 2005 г. Островът има собствен герб и знаме. Жителите на острова говорят френски език.